# 静岡県立沼津東高等学校
静岡県立沼津東高等学校（しずおかけんりつ ぬまづひがしこうとうがっこう）は、静岡県沼津市岡宮に所在する県立高等学校。

## 概要
1901年に静岡県立沼津中学校として開校した静岡県の公立高校である。1996年に静岡県内の全日制高校としては初めて単位制を導入した。それと同時に2学期制を導入したが2008年より3学期制に戻された。通称は“沼東（ぬまとう）”、“東高（ひがしこう）”。2008年8月から2009年3月の期間に校舎耐震工事が行われ、その間、旧静岡県立長泉高等学校校舎で授業を行っていた。
同窓会は「香陵（こうりょう）同窓会」と称し、県内のみならず県外、企業にも支部を持つ。同窓会は母校の各施設の充実のため会員に寄付を募り、これまでに香陵記念館（後述）や、運動部用トレーニング室等の建設に尽力した。

## 沿革
- 1901年 - 楊原村上香貫（沼津市御幸町 現・沼津市民文化センター）に静岡県立沼津中学校として開校。
- 1946年 - 夏の甲子園出場。
- 1948年 - 新制の静岡県立沼津第一高等学校に改称、定時制設置。
- 1949年 - 静岡県立沼津東高等学校に改称。
- 1967年 - 沼津市岡宮に移転。
- 1986年 - 理数科設置。
- 1996年 - 全日制が単位制に移行・2学期制への移行。
- 2001年 - 創立100周年記念式典挙行。
- 2008年 - 3学期制への移行。
- 2008年8月 - 校舎耐震工事のため、旧長泉高校校舎に一時移転（～2009年3月）。
- 2011年3月 - 定時制閉課程。

## 特色

### 自治会・應援団
生徒会は自治会とよばれている。戦後、新制の高等学校として再出発した際、かつて卒業生の多くが進学した旧制高等学校を意識して、生徒による自治を実現する組織ということで自治会が発足した。民主主義の基本原則にしたがって三権分立のしくみとした。代議委員会（立法）、執行委員会（行政）、司法委員会（司法）からなる。これらをまとめて「自治会三会」または単に「三会」と呼ぶ。應援団は部ではなくホームルームから選出された者で編成され、自治会の執行委員会の一部である。正式名称を「應援団運営委員会」という。

### 部活動
全員入部制を原則とする。香陵祭の体育祭をはじめ学校行事が部単位で運営されることが多い。習熟度別授業編成とあいまって、授業における移動教室が多く、いわゆるホームルーム単位で授業を受ける機会が比較的少ない。
戦後新制高校となった当初は経済的理由で学費納付が困難である生徒が多く、この対策として校内で営業を認められた部があった。これらは運動部・文化部に対して「厚生部」と呼ばれた。購買部・理髪部・食堂部・清掃部等が知られている。当初は各部ともに資本金10万円で発足し、一般の事業所にならって会計処理を行った上で部員に給与が支払われた。社会の安定とともにその存在意義が薄れていき、徐々になくなっていった。

### 校舎・施設
静岡県下の高等学校としては富士宮北高校に次いで二番目に広い敷地をもつ。1993年に、自習室やホールまで備えた図書館「香陵記念館」が完成した。蔵書数は約5万冊。
現在使われている校舎は1967年に完成した岡宮校舎である。2002年には全教室に冷暖房が完備された。2008年に、築40年を経過し老朽化が進んだ校舎の耐震工事のため、学校・同窓会の全機能が旧長泉高校へ一時移転する。

### 若人の家
「若人の家」とは沼津市の南端の大瀬崎にある沼津東高校のバンガローの宿泊施設である。若人の家部が管理する。なお、卒業生や在校生が申請により使用できる。電気、水道、ガスコンロが完備されており、利用は無料である。この施設は学校創立60周年記念事業の一環として設置された。土地の造成工事から生徒が休日を利用して行った。部ごとに予算を与え、バンガローを建設した。

## 著名な卒業生

### 政治・行政
- 青木直幸（元国税庁税務大学校長、元財務省横浜税関長）
- 今井澄（学生運動家、医師、元参議院議員）
- 遠藤三郎（第17代建設大臣、元農林省畜産局長）
- 大沼明穂（元沼津市長）
- 岡野裕（第62代労働大臣）
- 栗原裕康（元沼津市長、元衆議院議員）
- 斉藤滋与史（第44代建設大臣、第5代(公選)静岡県知事）
- 坂本由紀子（元参議院議員、元静岡県副知事）
- 土田博和（元参議院議員）
- 藤本祐司（元参議院議員）
- 渡辺周（現衆議院議員）
- 勝俣孝明（現衆議院議員）

### 経済
- 大賀典雄（ソニー相談役(元社長・会長・名誉会長)、指揮者、東京フィルハーモニー交響楽団会長兼理事長、東京文化会館館長）
- 齊藤了英（第2代大昭和製紙社長）
- 渡邉光一郎（第一生命ホールディングス代表取締役社長、日本経団連副会長、文部科学省中央教育審議会会長）
- 岩崎幸次郎（リーガルコーポレーション代表取締役社長）
- 池田隆之（東芝テック代表取締役社長）
- 佐藤潔　(東京エレクトロン代表取締役社長)
- 三須和泰（カンロ代表取締役社長、日本ホッケー協会会長）
- 室伏稔（伊藤忠商事社長、日本政策投資銀行初代社長）
- 窪野鎮治（元生命保険協会副会長、元農林中央金庫専務理事、元国土交通省政策統括官、元大蔵省印刷局長）

### 学問
- 芦川進一（ドストエフスキー研究者、河合塾英語科講師）
- 安梅勅江（保健学者、筑波大学教授、日本保健福祉学会会長）
- 後藤守一（考古学者、明治大学名誉教授）
- 小林宏（工学博士、東京理科大学教授）
- 小堀桂一郎（比較文学者、東京大学・明星大学名誉教授）
- 佐藤雅彦（メディアプランナー、東京芸術大学大学院・慶應義塾大学教授）
- 白木俊彦（経営学者、南山大学教授）
- 杉山忠平（歴史学者、元一橋大学教授、日本学士院賞）
- 杉山正明（歴史学者、京都大学大学院教授、日本学士院賞）
- 長倉三郎（化学者、文化勲章受章者、第23代日本学士院院長）
- 中嶋貞雄（物理学者、東京大学名誉教授）
- 古谷弘（経済学者、元東京大学教授）
- 山田雄一（経営心理学者、元明治大学学長）
- 山田雄司（歴史学者、三重大学教授）

### 文学
- 井上靖（小説家、文化勲章受章者、第9代日本ペンクラブ会長）
- 江崎惇（小説家）
- 大岡博（歌人）
- 大岡信（詩人、文化勲章受章者、第11代日本ペンクラブ会長）
- 川村晃（小説家、芥川賞受賞者）
- 芹沢光治良（小説家、第5代日本ペンクラブ会長）
- 曽根圭介（小説家、江戸川乱歩賞受賞者）
- 富原薫（作詞家）

### マスコミ・芸能
- 池谷亨（元テレビ東京アナウンサー）
- 大木正司（俳優、声優）
- 大村朋宏（トータルテンボス：お笑い芸人）
- 佐々木彩（NHKアナウンサー）
- 島本亮（フジテレビプロデューサー）
- 筑紫哲也（キャスター、ジャーナリスト、元早稲田大学大学院・立命館大学客員教授、東京から疎開、東京の小山台高等学校へ転校）
- 土居まさる（元文化放送アナウンサー）
- 原田眞人（映画監督）
- 平松奈々（NBS長野放送アナウンサー）
- 古井千佳夫（KTS鹿児島テレビ放送報道制作局）
- 水城凪（グラビアモデル・モデル）
- 水野涼子（SBS静岡放送アナウンサー）
- 渡辺邦男（映画監督）

### スポーツ
- 土屋ジョー（プロキックボクサー）
- 長沢二郎（ドルフィンスイミングクラブ会長、ドルフィンキック泳法＝バタフライ考案者）

### 軍事
- 和田稔（海軍大尉）

### その他諸分野
- 西岡昭夫（公害反対運動家）
- 布川角左衛門（編集者、教育家、普連土学園理事長）
- 宮川武（フィギュア作家、原型師）